# لسینگهم
لسینگهم (به انگلیسی: Lessingham) یک روستا و محله مدنی در بریتانیا است که در North Norfolk واقع شده‌است. لسینگهم ۷٫۶۱ کیلومتر مربع مساحت و ۵۶۶ نفر جمعیت دارد.